# Coupe Spengler 1961
Navigation
Édition précédente Édition suivante
La Coupe Spengler 1961 est la 35e édition de la Coupe Spengler. Elle se déroule en décembre 1961 à Davos, en Suisse.

## Règlement du tournoi
Les équipes sont regroupés au sein d'un seul groupe. Les équipes jouent un match contre chacune des autres équipes. Le premier de la poule est déclaré vainqueur de la Coupe Spengler.

## Résultats des matchs et classement
| Clt   | Équipe                  | PJ | V | D | N | BP | BC | Pts |
| ----- | ----------------------- | -- | - | - | - | -- | -- | --- |
| +001, | AC Boulogne-Billancourt | 4  | 2 | 0 | 2 | 18 | 11 | 6   |
| +002, | EV Füssen               | 4  | 2 | 1 | 1 | 18 | 15 | 5   |
| +003, | Forshaga IF             | 4  | 2 | 1 | 1 | 16 | 16 | 5   |
| +004, | HC Davos                | 4  | 1 | 3 | 0 | 12 | 15 | 2   |
| +005, | Diavoli HC Milan        | 4  | 1 | 3 | 0 | 16 | 22 | 2   |

- Vainqueur de la compétition